# Vận tốc thoát
Vận tốc thoát hay tốc độ vũ trụ cấp II là giá trị vận tốc tối thiểu một vật thể cần có để có thể thoát ra khỏi trường hấp dẫn của một hành tinh. Với Trái Đất giá trị này vào khoảng 11,2 km/s, theo công thức {\displaystyle v_{2}={\sqrt {2}}\cdot v_{1}}, với {\displaystyle v_{1}} là vận tốc vũ trụ cấp 1.
Sau đây là cách dùng định luật bảo toàn cơ năng để xác lập biểu thức này:
Cơ năng nơi phóng = {\displaystyle {\frac {mv_{2}^{2}}{2}}-{\frac {GMm}{R}}}
Cơ năng khi vật thoát khỏi lực hấp dẫn= động năng + thế năng (Px5)
Vận tốc tối thiểu được xác định trong trường hợp giá trị vận tốc của vật khi thoát khỏi lực hấp dẫn Trái Đất bằng 0 tức là động năng bằng 0. Mà khi đó thế năng hẫp dẫn cũng bằng 0 do vật đã thoát ra khỏi trường hấp dẫn của hành tinh, do đó trong trường hợp này cơ năng khi vật thoát khỏi trường hấp dẫn = 0.
Áp dụng định luật bảo toàn cơ năng:
Cơ năng nơi phóng - Cơ năng khi vật thoát khỏi lực hấp dẫn=0
{\displaystyle {\frac {mv_{2}^{2}}{2}}-{\frac {GMm}{R}}=0}
{\displaystyle v_{2}={\sqrt {\frac {2GM}{R}}}={\sqrt {2}}.v_{1}}
vì {\displaystyle v_{1}={\sqrt {\frac {GM}{R}}}=7.9\,\mathrm {km/s} }
Trong trường hợp vật phóng từ Trái Đất với vận tốc lớn hơn {\displaystyle v_{2}} nhưng nhỏ hơn vận tốc vũ trụ cấp 3 thì vật đó sẽ chuyển động quanh Mặt Trời.